# Kaʿb ibn al-Aschraf
Ka'b ibn al-Aschraf (arabiska: كعب بن الاشرف), död 624, var en arabisk poet. 
Ka'b bin Al-Ashraf, en poet från Banu al-Nadir, och det sägs att hans far var från Tai 'och hans mor var från judarna i Banu al-Nadir. Han nämndes i biografin om Budbäraren av Islam Muhammad att han beordrade att han skulle dödas för att ha förolämpat profeten och uppmuntrat Quraishen att bekämpa profeten trots tidningen där profeten och muslimerna försonade sig med judarna om lydnad och bra samexistens. Och denna order genomfördes av en grupp Aws. [1] [2] [3]  Det sägs att Ka'bs död var en fråga om förräderi och statlig säkerhet eftersom han uppmuntrade polyteisterna mot profeten efter Badr och försökte mobilisera dem mot muslimerna och skrev oartig dikt om muslimska kvinnor.